# Mercado 25 de Mayo (Cochabamba)
El Mercado 25 de Mayo es un mercado abasto que comercializa frutas, verduras y otros productos procesados. Está localizado entre la calle Germán Jordán y avenida San Martín, en el Casco Viejo de la ciudad de Cochabamba, cerca de edificios institucionales de gran importancia en el departamento, como el Tribunal de Justicia, la Policía Boliviana y la Alcaldía de la ciudad. Es uno de los edificios que se conservaron con el pasar de los años, destacando por su particular diseño patrimonial.

## Historia

### Construcción
En octubre de 1923, el Consejo Municipal invitó a ciudadanos notables, concejales, ingenieros y arquitectos a reunión de consulta en el tema de capacidad y ubicación de los mercados seccionales, en marco al Centenario de la fundación de la República (6 de agosto de 1825). Se resuelve en la inmediata construcción de cuatro mercados seccionales para la ciudad. A principios del año 1924 se convocó a un concurso de proyectos de los mercados seccionales y el matadero de la ciudad. Terminado el concurso, se procedió a la apertura de puertas al pasaje General Pedro Blanco y el acceso a calle Argentina (actual calle Jordan), para comunicarse con la calle 25 de mayo y avenida San Martin, edificandose en el lugar en que estaba emplazado "La Carbonería".  
Se guiarían de los planos del Ingeniero José H. de la Vila, con la estructura metálica fabricada por Casa Fucho de Dortmundt, en Alemania. Aunque hay aseveraciones que señalan la autoría de Gustave Eiffel. Sin embargo, no hay documentación que demuestre su participación en el proyecto.
La primera convocatoria quedó desierta, por lo que el 19 de febrero de 1925, se presentaron dos compañías, ambas de propiedad de Martin Hirschmann y Gustavo Hinke respectivamente, siendo seleccionada en marzo de 1925, con un presupuesto de 238115 bolivianos de la época.
El contrato estableció condiciones al cumplimiento de las obras, y las especificaciones lideradas por el "Ingeniero titulado" Max Franz, con el techo metálico proveniente de Alemania, así como un plazo de 12 meses, iniciándose en mayo de 1925, y entregado el 11 de mayo de 1926. La responsabilidad del proyecto fue a cargo del Arq. Max Franz, contratado por la Compañía Hinke.

## Características
La fachada es de un estilo neoclásico, con decoración del art noveau en las pilastras, pórticos principales con rosetones, volutas, aunque es obstruido por letreros de comercios de carácter "popular".

## Reformas

### 1940
Se hicieron cambios en el revoque del edificio con cemento, deteriorando el estado del adobe, dañando a la infraestructura, así indicó la responsable de la Unidad de Patrimonio de la Alcaldía de Cochabamba, Verónica Murillo.

### 2023
La Alcaldía de Cochabamba inició con trabajos de mejoramiento de la fachada del mercado, debido al desprendimiento de bloques de cementos de la pared exterior, en plena época de lluvias. Sin embargo se requería cuidado, debido a que es un Patrimonio arquitectónico de la ciudad.